# S Tennis Masters Challenger 2000
L'S Tennis Masters Challenger 2000 è stato un torneo di tennis facente parte della categoria ATP Challenger Series nell'ambito dell'ATP Challenger Series 2000. Il torneo si è giocato a Graz in Austria dal 5 al 10 settembre 2000 su campi in terra rossa.

## Vincitori

### Singolare
Michal Tabara ha battuto in finale  David Sánchez con il punteggio di 7–5, 6–0

### Doppio
Tomáš Cibulec /  Leoš Friedl hanno battuto in finale  Petr Kovačka /  Pavel Kudrnáč con il punteggio di 6–4, 4–6, 6–4